# Francesco dalla Viola
Francesco dalla Viola (Ferrare, vers 1508 – Ferrare, mars 1568) est un maître de chapelle, violoniste et compositeur du XVIe siècle.

## Biographie

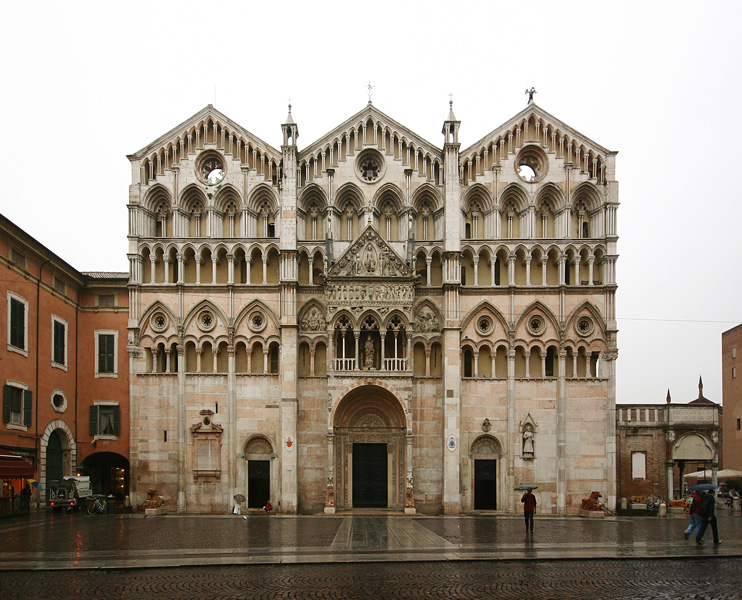
Façade de la Cathédrale de Ferrare.

Fils d'Agostino et frère des compositeurs Alfonso et Andreas, Francesco est chanteur. Il a été l'élève d'Adrien Willaert, à Ferrare de 1522 à 1526 environ. À partir de 1530 environ, Francesco devient maître de chapelle d'Hercule II à Modène,. En 1540, il écrit pour le pape Paul III, la musique pour un triomphe allégorique conçu par Benvenuto Cellini (17 février 1540).
En 1558, accompagnant le Prince, Viola s'occupe à Venise, d'une édition de la Musica Nova de Willaert publié sous le patronage d'Alphonse Ier l'année suivante,. De plus, la même année, il devient maître de chapelle et musicien du prince Alphonse Ier d'Este, remplaçant Cyprien de Rore à Ferrare. Viola voyage avec Gioseffo Zarlino qui fait de lui son interlocuteur dans son traité Dimostrazioni armoniche et le décrit comme un ami intime – et Claudio Merulo pour rendre visite à Adrien Willaert, confiné chez lui. Il retourne à Venise en 1562 avec le duc Alphonse II.
Il meurt en 1568 et sera remplacé  comme maître de chapelle à la Cathédrale Saint-Georges (Ferrare) par Paolo Isnardi.

## Œuvre

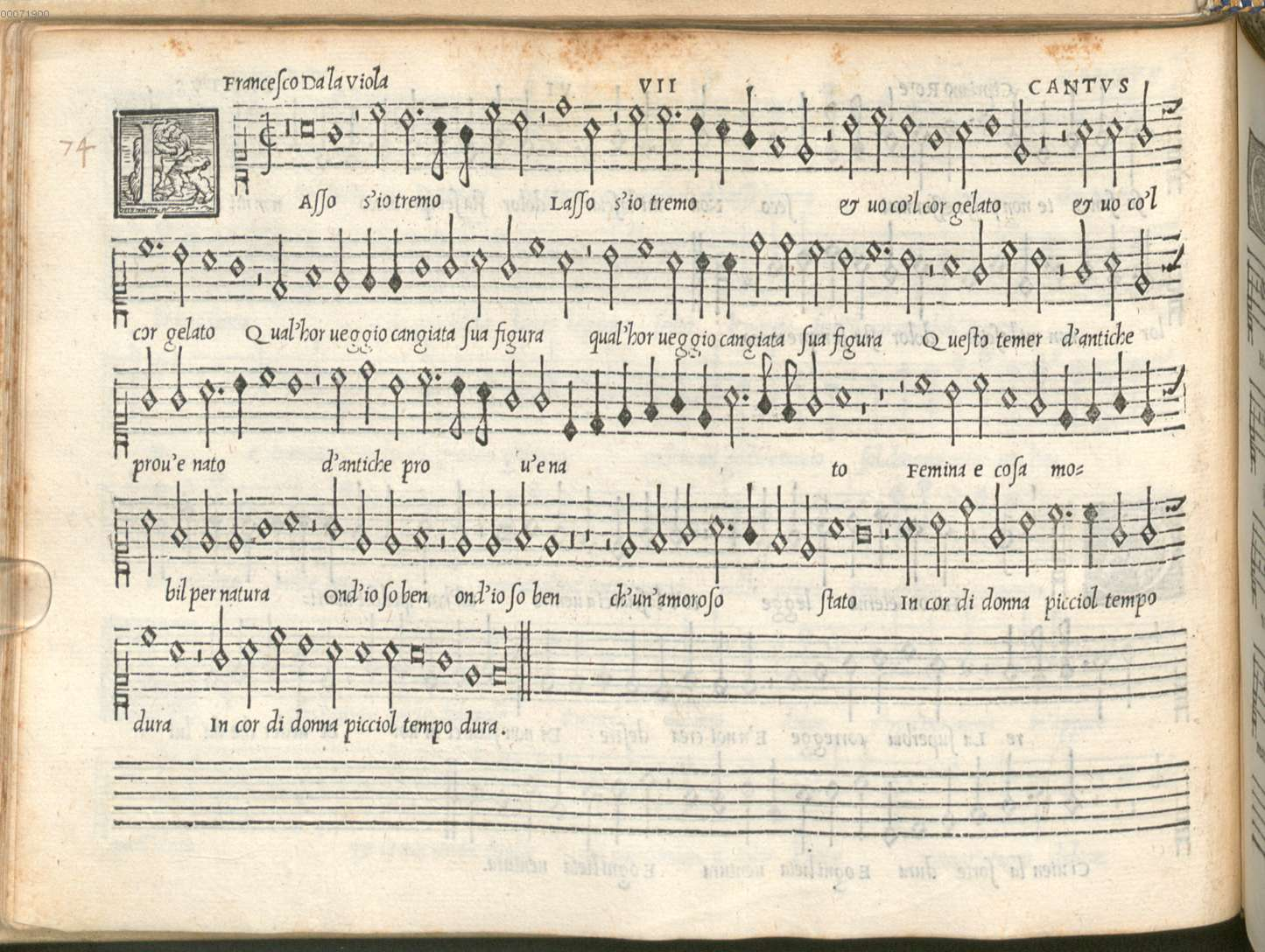
Lasso s’io tremo… Madrigal à quatre voix, ici le cantus (Venise, Antonio Gardano 1548).

Le style de composition de Viola est très proche de celui de Willaert, particulièrement dans les relations de tierces parallèles sur les IVe et Ve degrés, où de telles juxtapositions sont généralement évitées. Cependant, les compositions de Viola sont plus légères que les madrigaux de ton plus sérieux de Willaert.
Francesco Viola a publié un recueil de ses madrigaux en 1550 à Venise.
- Il primo libro di madrigali à quatre voix (Venise 1550)[5]
- Madrigaux à quatre voix (1548, repris dans le primo libro) à 5 voix (1562)
  - Po che nostro servir ha per mercede
  - Lasso s'io tremo & vo co'l cor gelato
  - Felice chi dispensa
- 3 messes
- 2 motets (1549, 1549)